# 竹内泰人
竹内 泰人（たけうち たいじん、1984年 - ）は、日本のアニメーション作家。愛知県生まれ。
学生時代よりコマ撮りアニメーションを作り始める。大学4年から大学院1年にかけて作った代表作である『オオカミとブタ』がYouTubeで話題になり、フリーランスとして映像の仕事をスタートする。
コマ撮り専門監督“コマドリスト”を自称しており、コマ撮りの手法で多数の広告映像を手がける。現在はCM制作会社キラメキとマネージメント契約している。

## 略歴
- 1984年 - 愛知県生まれ
- 2007年 - 九州芸術工科大学画像設計学科を卒業
- 2009年 - 武蔵野美術大学大学院映像コースを修了
- 2011年 - コマ撮りアニメーションの作り方を解説した本『つくろう！コマ撮りアニメ』(BNN新社)を出版

## 主な受賞歴
- BACA-JA2007 最優秀賞（オオカミはブタを食べようと思った。）[3]
- デジタルクリエーターズコンペティション2010　金の翼賞（魚に似た唄）[4]
- しずおかデジタルコンテンツグランプリ　グランプリ（魚に似た唄）[5]
- よなご映像フェスティバル　準グランプリ（魚に似た唄）[5]
- BACA-JA2010　佳作（魚に似た唄）[5]
- TBS DigiCon6　努力賞（魚に似た唄）[5]
- CON-CANムービーフェスティバル　アニメ部門賞（魚に似た唄）[5]
- AsiaDigital Art Award2010　入賞（魚に似た唄）[5]
- AsiaDigital Art Award2018 入賞（The Entertainer）[6]

## 作品一覧

### みんなのうた
- ◆は、5分間1曲枠の楽曲（ロングのうた）。
- きみがいるから / 谷山浩子（2022年4月・5月放送）